# Waverly Place
Waverly Place é uma rua estreita de Nova York localizada na área residencial Greenwich Village em Manhattan. Seu nome deriva da obra de Walter Scott chamada Waverly publicada em 1833.

## Na cultura popular
Essa rua também ficou mundialmente famosa por ser um dos principais cenários do seriado do Disney Channel, Os Feiticeiros de Waverly Place (2007), na história esse é o local onde se localizam a Estação Waverly ou Waverly Sub Station (lanchonete da família), a Toca Mágica (aonde os feiticeiros assistem as suas aulas de magia, dadas pelo seu pai) e a casa dos Russo (cenário principal do seriado).